# Danville (Califórnia)
Danville é uma vila localizada no estado americano da Califórnia, no Condado de Contra Costa. Foi incorporada em 1 de julho de 1982.

## Geografia
De acordo com o United States Census Bureau, a cidade tem uma área de 46,7 km², onde todos os 46,7 km² estão cobertos por terra.

### Localidades na vizinhança
O diagrama seguinte representa as localidades num raio de 16 km ao redor de Danville. 

## Demografia

### Censo 2010
Segundo o censo nacional de 2010, a sua população é de 42 039 habitantes e sua densidade populacional é de 900,24 hab/km². Possui 15 934 residências, que resulta em uma densidade de 341,22 residências/km².

### Censo 2000
De acordo com o censo nacional de 2000, a densidade populacional era de 890,3/km² (2305,6/mi²) entre os 41.715 habitantes, distribuídos da seguinte forma:
- 86,30% caucasianos
- 0,92% afro-americanos
- 0,21% nativo americanos
- 9,00% asiáticos
- 0,12% nativos de ilhas do Pacífico
- 0,91% outros
- 2,55% mestiços
- 4,66% latinos

Existiam 11.867 famílias na cidade, e a quantidade média de pessoas por residência era de 2,78 pessoas.

## Lista de marcos
A relação a seguir lista as entradas do Registro Nacional de Lugares Históricos em Danville. Aquelas marcadas com ‡ também são um Marco Histórico Nacional.
- Danville Southern Pacific Railroad Depot
- Eugene O'Neill National Historic Site
- Tao House‡
- Tassajara One Room School